# Валя-Урієшулуй
Валя-Урієшулуй (рум. Valea Urieșului) — село у повіті Муреш в Румунії. Входить до складу комуни Валя-Ларге.
Село розташоване на відстані 289 км на північний захід від Бухареста, 37 км на захід від Тиргу-Муреша, 40 км на південний схід від Клуж-Напоки.

## Населення
За даними перепису населення 2002 року у селі проживали 312 осіб, з них 311 осіб (99,7%) румунів. Рідною мовою 311 осіб (99,7%) назвали румунську.